# 短倉
做空（英語：short）與做多相反，指投資者在「不持有」金融產品部位（如證券）的情況下，賣出該金融產品。做空又稱作賣空、空頭交易、放空、作空、沽空、融券等。做空的部位稱爲空頭部位（英語：short position），中國大陸及香港又稱短倉。
如果賣方有義務立即交付，他便需要從第三方借入該資產。持短倉的投資者預期相關資產的價格會下跌後市看差，因此採取「先賣後買」的策略。广义上，也包括股票投资人或期货及其他金融产品交易人，在「持有」该金融產品部位的情況下，根据市场行情价格波动，先在高位卖出，其后在低位买入，即高抛低吸。
一般而言，散戶較難沽空證券，因為證券品項繁多而單一品項證券相對數量較少，券商不一定有券或願意融券借券給散戶，還受限於各國政府較嚴格的操作規定，手續費亦可能較高。相對地，沽空外幣及貴金屬則較為容易，因為類別少而相對數量較多，且流動性高。

## 各市場實作

### 證券

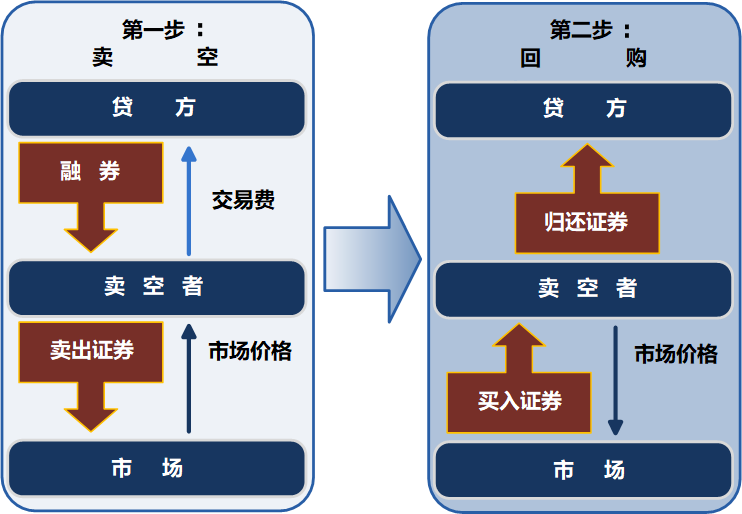
证券空头图解

一般而言，投資者若要沽空證券，需安排借入該證券，以供交收（即融券或股票借貸）。投資者需存入足夠的保證金，以作抵押品，並需向貸方支付利息，並需在收到股息時將其支付貸方。而貸方借出股票，則會失去其投票權。過往曾發生股票在私有化過程中被大量借出，沽空者派人左右私有化的股東投票，導致私有化失敗，原有股東出現大額損失的情況。故不少被提出私有化的公司都會建議股東收回已借出的股票。

### 外幣
沽空外幣和沽空證券並不相同。買賣外幣涉及一個貨幣對，同時沽出和買入不同貨幣。有時候，沽空外幣更可以收取利息。
例如，投資者預期日元會貶值，則向銀行借入日元，買入美元。當日元貶值，這筆美元便可兌換成更多日元，從中賺取差價。如果美元的存款息率高於日元的借貸利率，投資者更可賺取息差（利差交易）。
日元的利率長期處於低位甚至是負數水平，所以借入日元買高息貨幣一向是炒家的熱門選擇。

### 期貨和期權
期貨和期權合約並非實物，沽空屬正常交易；當有多頭的位置時，就必然有相同數目的空頭對家。對於美式期權，透過借入股票並行使價內的認沽期權或為認購期權履約，投資人也可以順道建立該股票的空頭部位。

### 價差合約
零售投資者可以買入看跌價差合約來代替借入股票沽空。這樣做的好處是手續費通常較低，也不用為借入的股票支付利息，但須面臨追踪誤差、對手方風險和高槓桿的風險。投資人面臨著在價格往預期方向走之前被斬倉（強制平倉）的可能性。此外，價差合約也可以用來沽空外幣、指數、利率、商品和貴金屬。

## 原理
卖空通常是在預測市場行情將下跌時的操作，在证券價格較高時向券商借入證券之後賣出，在证券價格較低時再從市場買回證券還給券商，賺取其中的價差。但是如果市價不跌反升，將會付出更多的金額重購要歸還的證券从而造成損失。傳統證券市場行情上揚投資人才會獲利，放空是市場下跌投資人也能獲利的特殊操作法。若行情如預期下滑，低價回補時即可賺取差價。若行情不跌反昇，價格上漲理論上沒有極限，回補時將損失慘重，因此風險大，投機性高。因其投機性高，不是每個證券交易所都允許放空買賣；即使允許，往往也有較多限制。賣空者因證券價格上升而被迫平倉止損的情況又稱之為軋空或挾淡倉（Short Squeeze）。
放空因以市場下跌獲利，給人「以他人的損失獲利」的負面印象，但放空股票等資產仍有正面意義，這有助於提早找出經營作假誇大的企業、使過高的市場價格更快的回歸合理水平，還可以回收因泡沫爆破而蒸發的財富。
裸卖空（Naked Short Selling），是指投资者没有借入证券而直接在市场上卖出根本不存在的证券，在市价进一步下跌时再买回证券获得利润的投资手法。进行“裸卖空”的交易者只要在交割日期前买入证券，交易即获成功。由于“裸卖空”卖出的是不存在的证券，量可能非常大，因此会对市价造成剧烈冲击。於大多數的市場，裸卖空屬非法行為。

## 马来西亚、新加坡
在新加坡和馬來西亞，「空頭」單獨一詞是指「賺錢的機會」，马来西亚人甚至用馬來語Lubang（洞）來形容「空頭」。

## 另見
- 倉位
- 長倉
- 無券放空（英语：Naked short selling）

1. ↑  . 教育部國語辭典簡編本 （中文（臺灣））.